# Santa Maria (Monteleone d'Orvieto)
Santa Maria is een plaats (frazione) in de Italiaanse gemeente Monteleone d'Orvieto.